# Гофман, Антон
Антон Гофман (Хофман, Хоффманн; нем. Anton Hoffmann; 10 апреля 1863[…], Байройт — 26 января 1938, Мюнхен) — немецкий художник-баталист.

## Биография
Родился в 1863 году в Байрейте. Девять лет служил в баварской армии, после чего поступил в Мюнхенскую академию художеств (1889), где учился у Вильгельма фон Дица. В 1895 году окончил академию. Начиная с 1896 года регулярно экспонировал свои работы на ежегодных выставках в мюнхенском Стеклянном дворце.
Был известен как автор многочисленных батальных и исторических сцен. Как художник-униформист, создал несколько серий иллюстраций, посвящённых исторической униформе баварской армии. Будучи членом Южногерманского союза иллюстраторов, Гофман также создал множество иллюстраций для школьных учебников, детской, приключенческой и исторической литературы (в том числе, к некоторым произведениям Карла Мая), сотрудничал в качестве художника с журналом «Fliegende Blätter».
Скончался Гофман в 1938 году в Ротенбурге-на-Таубере. 

## Галерея

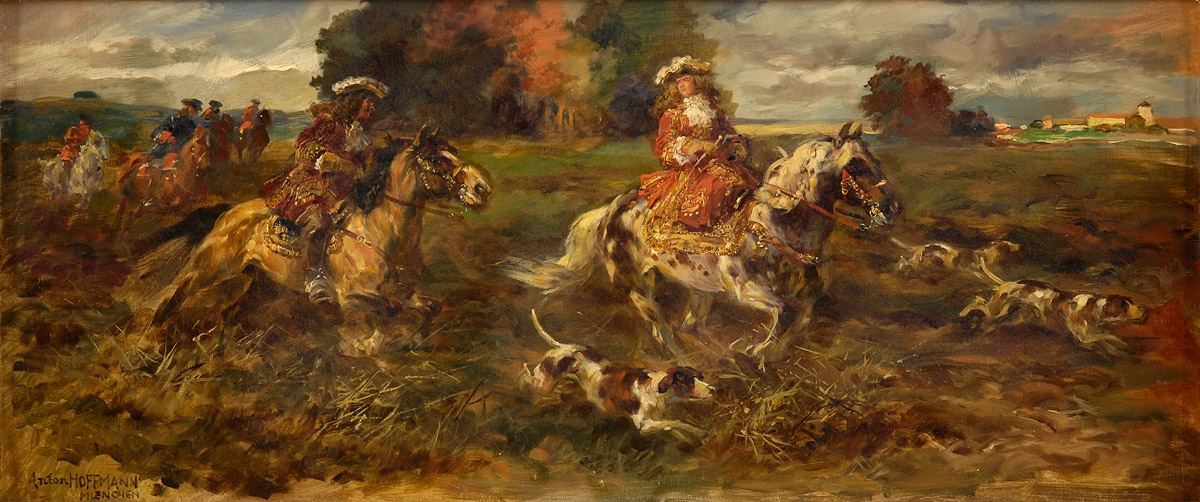
Выезд на охоту
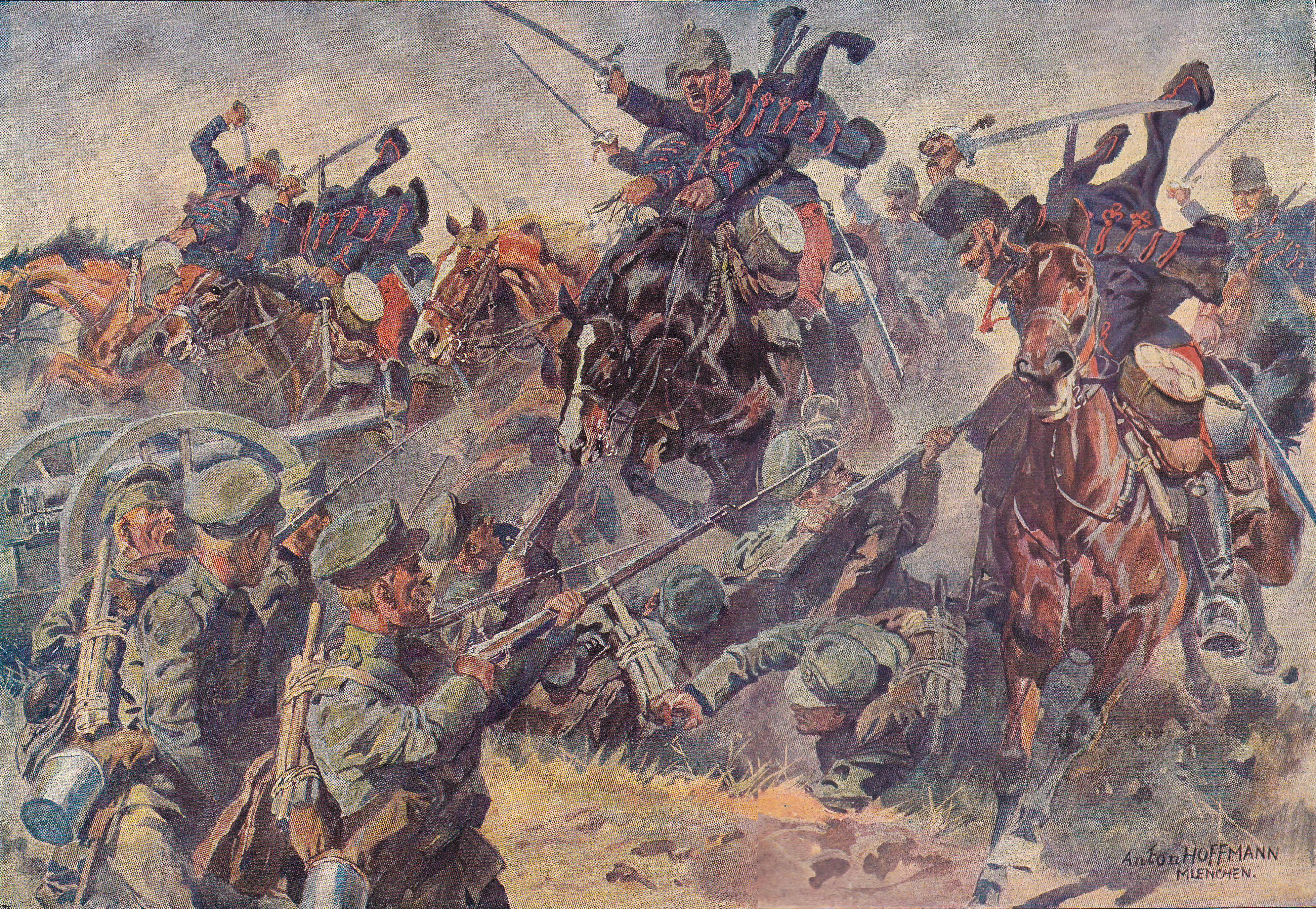
Эпизод Первой мировой войны. Август 1914 года. Венгерские гусары атакуют под Красником русскую пехоту
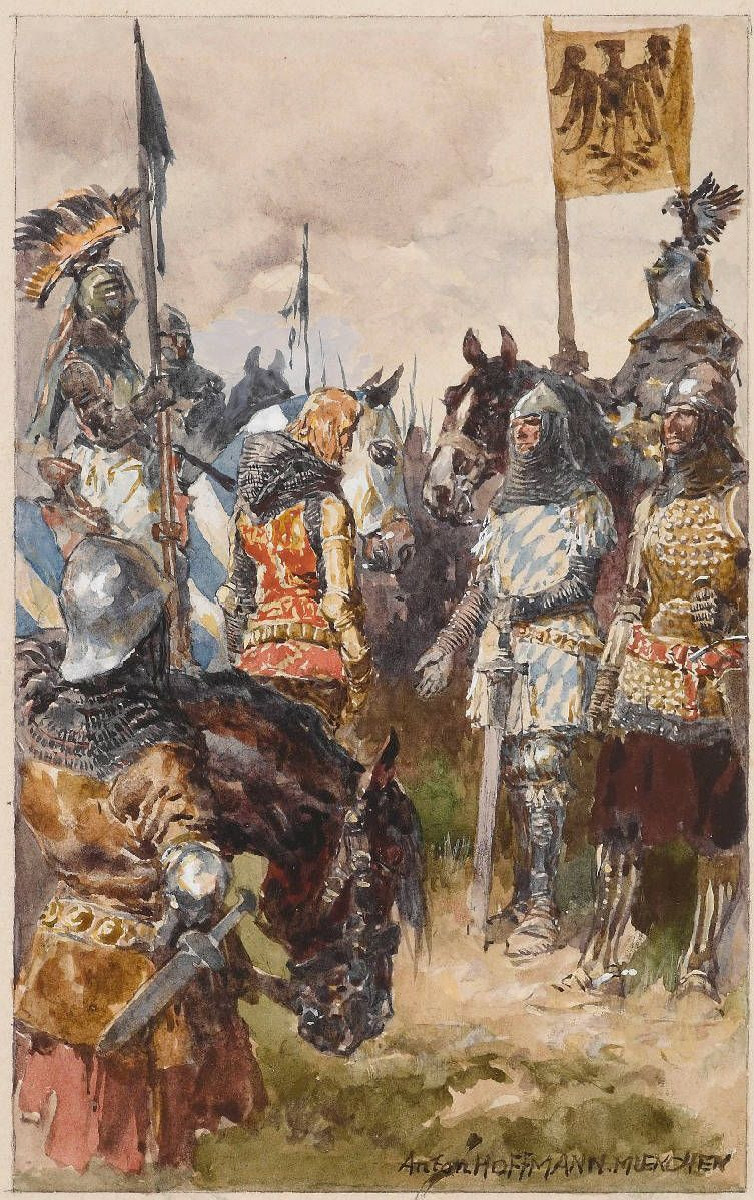
Людвиг Баварский беседует с военачальниками
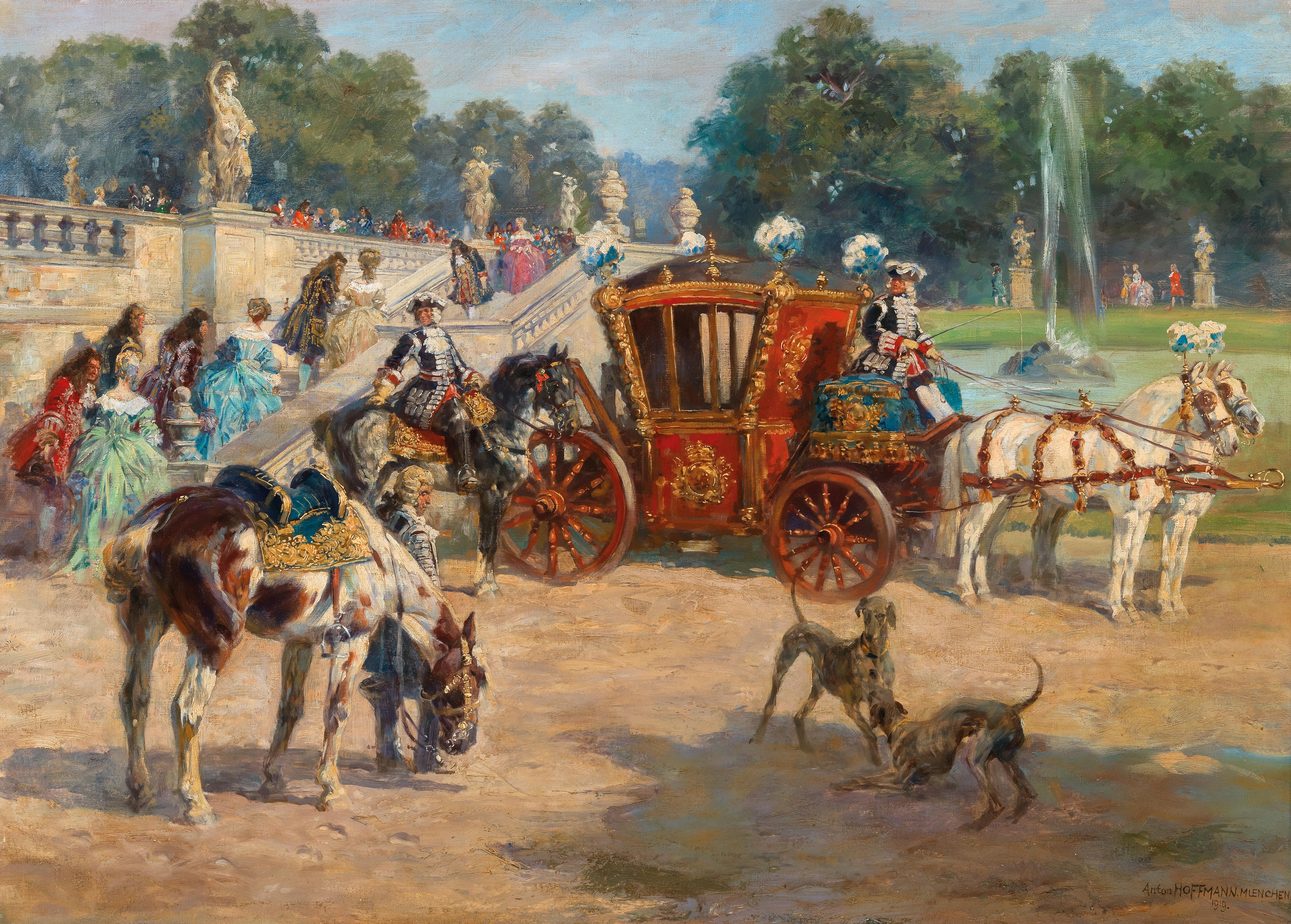
Галантная сцена